# جيري إيوبانكس
جيري إيوبانكس (بالإنجليزية: Jerry Eubanks)‏ هو عازف فلوت ‏ أمريكي، ولد في 9 مارس 1950 في سبارتانبرغ في الولايات المتحدة.